# کوه آلبرت ادوارد (پاپوآ گینه نو)
کوه آلبرت ادوارد (به لاتین: Mount Albert Edward) یک کوه در پاپوآ گینه نو است که در استان مرکزی (پاپوآ گینه نو) واقع شده‌است. کوه آلبرت ادوارد ۳٬۹۹۰ متر بالاتر از سطح دریا واقع شده‌است.